# 天主教聖約翰-巴斯特爾教區
天主教聖約翰-巴斯特爾教區（拉丁語：Dioecesis Sancti Ioannis Imatellurana）是羅馬天主教在小安的列斯群島一個教區，屬天主教卡斯特里總教區。
教區成立於1971年1月16日，範圍包括英屬處女島、安圭拉、聖基茨和尼維斯、安提瓜和巴布達和蒙特塞拉特島。2010年有教友14,878人，佔轄區總人口8.8%。教區下轄十個堂區，有八名司鐸。現任教區主教為羅勃·亞諾斯。